# Gyeongsang-do
Gyeongsang-do ist der Name der südöstlichen Provinz des historischen Koreas. Ihre Hauptstadt war Daegu. Ihr Name leitet sich von den zwei Städten Gyeongju und Sangju her.
Die Provinz entstand zur Zeit der Goryeo-Dynastie und erhielt 1314 erstmals ihren traditionellen Namen. Sie war eine der acht Provinzen im Korea der Joseon-Dynastie.
1896 wurde sie geteilt in die heutigen südkoreanischen Provinzen Gyeongsangbuk-do und Gyeongsangnam-do.
Die Region gilt bis heute als eine Hochburg der politischen Konservativen, daher auch der Saenuri-Partei.